# The Doom Generation
Pour plus de détails, voir Fiche technique et Distribution.
The Doom Generation est un film américain réalisé par Gregg Araki, sorti en 1995.

## Synopsis
Jordan et Amy, deux ados punks et rebelles du fin fond des États-Unis, rencontrent au hasard d'une fête bien arrosée Xavier, un étrange individu qui va alors les impliquer dans une série de meurtres sanglants alors que des événements étranges vont les poursuivre, les plongeant petit à petit dans un cauchemar psychédélique alors que le jeune couple se transforme en ménage à trois.

## Fiche technique
- Titre original et français : The Doom Generation
- Réalisation et scénario : Gregg Araki
- Producteurs : Gregg Araki, Andrea Sperling
- Pays d'origine :  États-Unis,  France
- Format : couleurs - 1,85:1 - Stéréo - 35 mm
- Genre : comédie noire
- Durée : 85 minutes
- Date de sortie : 1995
- Interdit aux moins de 16 ans en salles.

## Distribution
- Rose McGowan : Amy Blue
- James Duval : Jordan White
- Johnathon Schaech : Xavier Red
- Cress Williams : Peanut
- Skinny Puppy : Gang of Goons
- Dustin Nguyen : Quickiemart Clerk
- Margaret Cho : Clerk's Wife
- Lauren Tewes : TV Anchorwoman
- Christopher Knight : TV Anchorman
- Nicky Katt : Carnoburger Cashier
- Johanna Went : Carnoburger Co-Worker
- Perry Farrell : Stop 'n' Go Clerk
- Amanda Bearse : serveuse au bar
- Parker Posey : Brandi
- Salvator Xuereb : Biker